# Ножан, Арман Ботрю
Арман Ботрю (фр. Armand Bautru; 13 августа 1631—12 июня 1672), граф де Ножан — французский генерал.

## Биография
Сын Никола Ботрю, маркиза де Трамбле, и Мари Кулон.
Кампмейстер кавалерийского полка своего имени (30.05.1653), который в 1656 году передал своему брату Никола, став распорядителем гардероба короля и капитаном привратной стражи.
Служил волонтером в различных кампаниях, в особенности при завоевании Фландрии и Франш-Конте в ходе Деволюционной войны.
4 мая 1663 в Париже был назначен генеральным наместником Нижней Оверни.
Лагерный маршал (15.04.1672). В самом начале Голландской войны, переправляясь вплавь на лошади через Рейн, был застрелен из мушкета. Тело обнаружили через две недели в трех лье ниже по течению от места переправы. Генерала надеялись найти живым, так как свидетели его падения в воду полагали, что под ним была убита лошадь, но оказалось, что он получил пулевое ранение в голову.

## Семья
Жена (28.04.1663): Диана-Шарлотта де Комон (ок. 1632—4.11.1720), дочь Габриеля-Номпара II де Комона, графа де Лозёна, и Шарлотты де Комон-Лафорс, сестра герцога де Лозёна
Дети:
- Мария-Антонина (ум. 4.08.1742). Муж (12.08.1686): Шарль-Арман де Гонто (1663—1756), герцог де Бирон
- Тереза-Диана-Маргерит-Луиза-Мари-Шарлотта. Муж (5.11.1684): Аме Блез д'Эйди (ум. 1710), граф де Бенож, капитан кавалерии
- Луи-Арман (ок. 1668—7.06.1736), граф де Ножан. Жена: Мари-Жюли Жюлистан, дочь уйварского паши
- Луи-Никола (ум. 3.09.1736), капитан корабля, рыцарь ордена Святого Лазаря. Был холост